# House of the Blues
House of the Blues – płyta Johna Lee Hookera wydana w  1960 roku. Materiał na płytę nagrano w latach 1951–1952 w Detroit. Oryginalnie wydana przez wytwórnię płytową Chess Records i nosi numer katalogowy LP-1438. Doczekała się serii reedycji. Płyta została także wydana w 1998 jako dwupłytowe wydanie pod nazwą The Complete 50's Chess Recordings.

## Lista utworów
| 1.  | "Walkin’ The Boogie" (nagrany 24 kwietnia 1952)  | 2:44  |
|     |                                                  |       |
| 2.  | "Love Blues" (nagrany 24 kwietnia 1952)          | 3:01  |
|     |                                                  |       |
| 3.  | "Union Station Blues" (nagrany w kwietniu 1951)  | 2:58  |
|     |                                                  |       |
| 4.  | "It's My Own Fault" (nagrany w 1952)             | 2:59  |
|     |                                                  |       |
| 5.  | "Leave My Wife Alone" (nagrany w kwietniu 1951)  | 2:48  |
|     |                                                  |       |
| 6.  | "Ramblin' By Myself" (nagrany w kwietniu 1951)   | 3:20  |
|     |                                                  |       |
| 7.  | "Sugar Mama" (nagrany 24 kwietnia 1952)          | 3:16  |
|     |                                                  |       |
| 8.  | "Down at the Landing" (nagrany 24 kwietnia 1952) | 2:56  |
|     |                                                  |       |
| 9.  | "Louise" (nagrany w kwietniu 1951)               | 3:06  |
|     |                                                  |       |
| 10. | "Ground Hog Blues" (nagrany w kwietniu 1951)     | 2:58  |
|     |                                                  |       |
| 11. | "High Priced Woman" (nagrany w kwietniu 1951)    | 2:44  |
|     |                                                  |       |
| 12. | "Women and Money" (nagrany w 1952)               | 2:53  |
|     |                                                  |       |
|     |                                                  | 35:43 |
|     |                                                  |       |

## Twórcy
1. John Lee Hooker – gitara, wokal
2. Bob Thurman – pianino w utworze "It's my own fault", "Woman and money"
3. Eddie Kirkland – gitara w utworach "Louise", "High priced woman", "Woman and money"
4. Tom Whitehead – perkusja w utworze "Woman and money"